# 니컬러스 존스
니컬러스 존스(영어: Nicholas Jones, 1946년 4월 3일 ~ )는 잉글랜드의 배우이다. 배우 그리피스 존스의 막내아들이자, 제마 존스의 동생이다.

## 출연 작품
- 플로리스 - 제임슨 역
- 다키스트 아워 - 존 사이먼 경 역
- 워 머신 - 딕 와들 역
- 칠드런 액트